# Callipseustes subsignata
Callipseustes subsignata là một loài bướm đêm trong họ Geometridae.